# Emilio Robledo Correa
Joaquín Emilio Robledo Correa (Salamina, 22 de agosto de 1875-Bogotá, 18 de octubre de 1961) fue un médico, político e historiador colombiano que se desempeñó como presidente del Senado de ese país y como Gobernador de Caldas. 

## Biografía
Nació en la población antioqueña de Salamina en agosto de 1875, hijo de Pedro María Robledo de la Calle Martínez y de Rosa María Correa Estrada. Estudió su bachillerato en la Universidad de Antioquia, de donde se graduó en 1895, para doctorarse en Medicina y Cirugía en la misma institución en 1900.
Se trasladó, junto con su familia, a Manizales, y en 1906 viajó a Europa a continuar sus estudios. En 1910 presentó su trabajo sobre la fiebre espiroquetal, lo que le valió su aceptación como miembro de la Sociedad de Patología Exótica de París, y en 1912, gracias a su trabajo sobre Bubón climatérico, ingresó a la Sociedad Nacional de Medicina. En 1918 fue delegado al segundo Congreso Nacional de Medicina, realizado en Cartagena. Fue miembro de la Sociedad de Historia de la Medicina de Buenos Aires y de la Sociedad de Ciencias Naturales de Quito.
En 1914 fue elegido diputado a la Asamblea Departamental de Antioquia, por la región del sur, en 1924 fue elegido Senador por Antioquia y en 1928 fue elegido Presidente del Senado. Cuando el Partido Republicano fue creado, Robledo se unió a este, y, gracias a esto, fue nombrado Gobernador de Caldas durante el gobierno del republicano Carlos Eugenio Restrepo. En 1910 se convirtió, sucesivamente, en Representante a la Cámara por Caldas, concejal de Manizales y miembro de la Asamblea Nacional Constituyente. Ejerció en múltiples ocasiones como diputado a la Asamblea Departamental de Caldas, fue Director de Higiene del Departamento de Caldas y llegó a serle ofrecido el cargo de Ministro de Educación, por parte del presidente Pedro Nel Ospina, pero Robledo declinó de la oferta. Siendo Presidente del Senado tuvo que intervenir en la disputa por el candidato que presentaría el Partido Conservador en las elecciones presidenciales de 1930: El partido estaba dividido entre la candidatura de Guillermo Valencia y la de Alfredo Vásquez Cobo, por lo que se pidió al arzobispo de Bogotá que eligiera el candidato; sin embargo, ante el silencio de este, el partido no eligió candidato unificado y perdió las elecciones, poniendo fin a la Hegemonía Conservadora.
Fue fundador y profesor del Instituto Universitario de Caldas, profesor de la Escuela de Medicina de la Universidad de Antioquia y de la Escuela Normal de Señoritas de Medellín. En dos ocasiones se desempeñó como rector de la Universidad de Antioquia, en 1921 y en 1926.
En 1916 se convirtió en miembro de la Academia Colombiana de Historia, en 1911 fue cofundador del Centro de Historia de Manizales; miembro fundador y presidente de la Academia Antioqueña de Historia, en 1951 se convirtió en miembro de la Academia Colombiana de la Lengua, y en mayo de 1961 fue declarado miembro honorario.
Fue condecorado con múltiples distinciones, entre ellas la Orden Ecuestre del Santo Sepulcro de Jerusalén, que le concedió el papa Pío XII, la Orden de Boyacá y la Medalla Cívica Camilo Torres.

## Obra
Su obra historiográfica se centra en la colonización española, siendo Robledo un acérrimo detractor de la leyenda negra española.
Obras suyas son:
- Aguas termales de Caldas.
- ¿Existe una degeneración colectiva en Colombia?
- Geografía médica del departamento de Caldas (1916).
- La Universidad de Antioquia, 1822-1922, (1923)
- La medicina en los departamentos antioqueños.
- Lecciones de botánica médica.
- Policía de las costumbres.
- Vida del Mariscal Jorge Robledo (1945)
- Apuntaciones sobre la medicina en Colombia (1955).
- Vida del General Pedro Nel Ospina (1959)
- La rasa antioqueña (1967)
- Lecciones de botánica (1937)